# Bettes
Pour les articles homonymes, voir Bettes (homonymie).
Bettes est une commune française située dans le centre du département des Hautes-Pyrénées, en région Occitanie. Sur le plan historique et culturel, la commune est dans la région des Baronnies, dont le nom est issu d’une légende selon laquelle quatre seigneurs du Moyen Âge avaient pour habitude de festoyer ensemble aux sources de l’Arros, chacun d’eux gardant un pied sur sa terre et l’autre sur celle du voisin.
Exposée à un climat de montagne, elle est drainée par le ruisseau Bidaudos, le ruisseau de Lies et par deux autres cours d'eau. La commune possède un patrimoine naturel remarquable composé de deux zones naturelles d'intérêt écologique, faunistique et floristique.
Bettes est une commune rurale qui compte 60 habitants en 2022, après avoir connu un pic de population de 230 habitants en 1856. Elle fait partie de l'aire d'attraction de Bagnères-de-Bigorre..
Ses habitants sont appelés les Bettois.

## Géographie

### Localisation
La commune de Bettes se trouve dans le département des Hautes-Pyrénées, en région Occitanie.
Elle se situe à 20 km à vol d'oiseau de Tarbes, préfecture du département, à 5 km de Bagnères-de-Bigorre, sous-préfecture, et à 12 km de Tournay, bureau centralisateur du canton de la Vallée de l'Arros et des Baïses dont dépend la commune depuis 2015 pour les élections départementales.
La commune fait en outre partie du bassin de vie de Bagnères-de-Bigorre.
Les communes les plus proches sont : 
Castillon (1,1 km), Uzer (1,4 km), Lies (1,5 km), Argelès-Bagnères (1,7 km), Esconnets (1,7 km), Espieilh (2,5 km), Fréchendets (2,8 km), Marsas (3,2 km).
Sur le plan historique et culturel, Bettes fait partie de la région des Baronnies, dont le nom est issu d’une légende selon laquelle quatre seigneurs du Moyen Âge (les barrons d’Esparros et de Lomné, le vicomte d’Asté et le sire d’Uzer) avaient pour habitude de festoyer ensemble aux sources de l’Arros, chacun d’eux gardant un pied sur sa terre et l’autre sur celle du voisin.
|      | Castillon | Bourg-de-Bigorre |
| Uzer | Bettes    | Espieilh         |
|      | Lies      | Esconnets        |

### Hydrographie
La commune est dans le bassin de l'Adour, au sein du bassin hydrographique Adour-Garonne. Elle est drainée par le ruisseau Bidaudos, le ruisseau de Lies, le ruisseau Barros et par un petit cours d'eau, constituant un réseau hydrographique de 5 km de longueur totale,.

### Climat
Le climat qui caractérise la commune est qualifié, en 2010, de « climat des marges montargnardes », selon la typologie des climats de la France qui compte alors huit grands types de climats en métropole. En 2020, la commune ressort du type « climat de montagne » dans la classification établie par Météo-France, qui ne compte désormais, en première approche, que cinq grands types de climats en métropole. Pour ce type de climat, la température décroît rapidement en fonction de l'altitude. On observe une nébulosité minimale en hiver et maximale en été. Les vents et les précipitations varient notablement selon le lieu.
Les paramètres climatiques qui ont permis d’établir la typologie de 2010 comportent six variables pour les températures et huit pour les précipitations, dont les valeurs correspondent à la normale 1971-2000. Les sept principales variables caractérisant la commune sont présentées dans l'encadré ci-après.
| Paramètres climatiques communaux sur la période 1971-2000 - Moyenne annuelle de température : 11,6 °C - Nombre de jours avec une température inférieure à −5 °C : 4,4 j - Nombre de jours avec une température supérieure à 30 °C : 5 j - Amplitude thermique annuelle : 14,7 °C - Cumuls annuels de précipitation : 1 142 mm - Nombre de jours de précipitation en janvier : 10,4 j - Nombre de jours de précipitation en juillet : 8,6 j |

Avec le changement climatique, ces variables ont évolué. Une étude réalisée en 2014 par la Direction générale de l'Énergie et du Climat complétée par des études régionales prévoit en effet que la  température moyenne devrait croître et la pluviométrie moyenne baisser, avec toutefois de fortes variations régionales. Ces changements peuvent être constatés sur la station météorologique de Météo-France la plus proche, « Artigues », sur la commune de Campan, mise en service en 1959 et qui se trouve à 7 km à vol d'oiseau,, où la température moyenne annuelle est de 7,7 °C et la hauteur de précipitations de 1 220,8 mm pour la période 1981-2010.
Sur la station météorologique historique la plus proche, « Arreau Borderes », sur la commune d'Arreau, mise en service en 1943 et à 23 km, la température moyenne annuelle évolue de  pour 1981-2010 à  pour 1991-2020.

### Milieux naturels et biodiversité
L’inventaire des zones naturelles d'intérêt écologique, faunistique et floristique (ZNIEFF) a pour objectif de réaliser une couverture des zones les plus intéressantes sur le plan écologique, essentiellement dans la perspective d’améliorer la connaissance du patrimoine naturel national et de fournir aux différents décideurs un outil d’aide à la prise en compte de l’environnement dans l’aménagement du territoire.
Une ZNIEFF de type 1 est recensée sur la commune :
le « réseau hydrographique des Baronnies » (390 ha), couvrant 35 communes du département et une ZNIEFF de type 2, : 
les « Baronnies » (20 367 ha), couvrant 43 communes du département.

## Urbanisme

### Typologie
Au 1er janvier 2024, Bettes est catégorisée commune rurale à habitat très dispersé, selon la nouvelle grille communale de densité à sept niveaux définie par l'Insee en 2022.
Elle est située hors unité urbaine. Par ailleurs la commune fait partie de l'aire d'attraction de Bagnères-de-Bigorre, dont elle est une commune de la couronne,. Cette aire, qui regroupe 21 communes, est catégorisée dans les aires de moins de 50 000 habitants,.

### Occupation des sols
L'occupation des sols de la commune, telle qu'elle ressort de la base de données européenne d’occupation biophysique des sols Corine Land Cover (CLC), est marquée par l'importance des territoires agricoles (59,5 % en 2018), une proportion identique à celle de 1990 (59,5 %). La répartition détaillée en 2018 est la suivante : 
zones agricoles hétérogènes (59,3 %), forêts (40,5 %), prairies (0,2 %).
L'IGN met par ailleurs à disposition un outil en ligne permettant de comparer l’évolution dans le temps de l’occupation des sols de la commune (ou de territoires à des échelles différentes). Plusieurs époques sont accessibles sous forme de cartes ou photos aériennes : la carte de Cassini (XVIIIe siècle), la carte d'état-major (1820-1866) et la période actuelle (1950 à aujourd'hui).

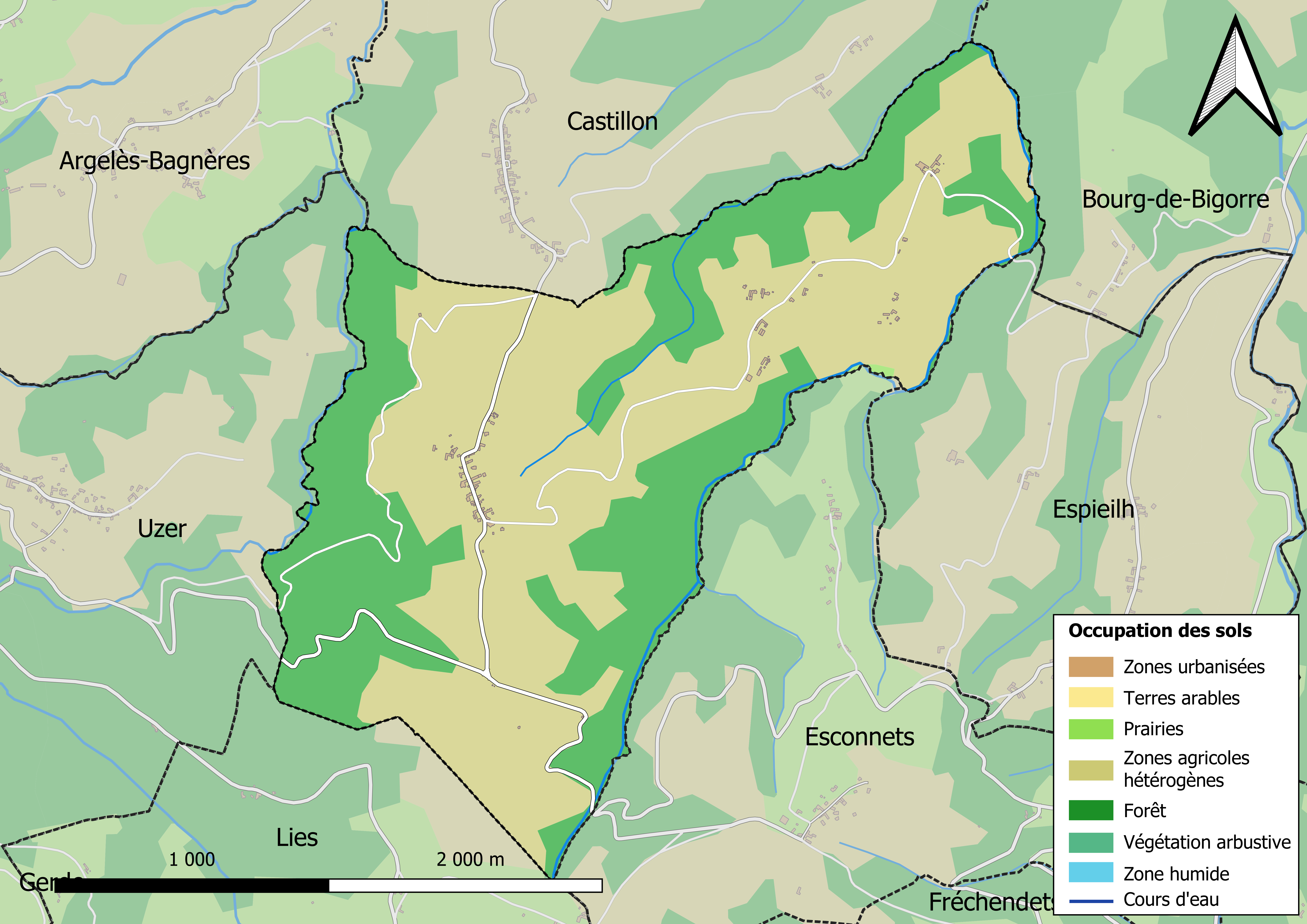
Carte des infrastructures et de l'occupation des sols en 2018 (CLC) de la commune.
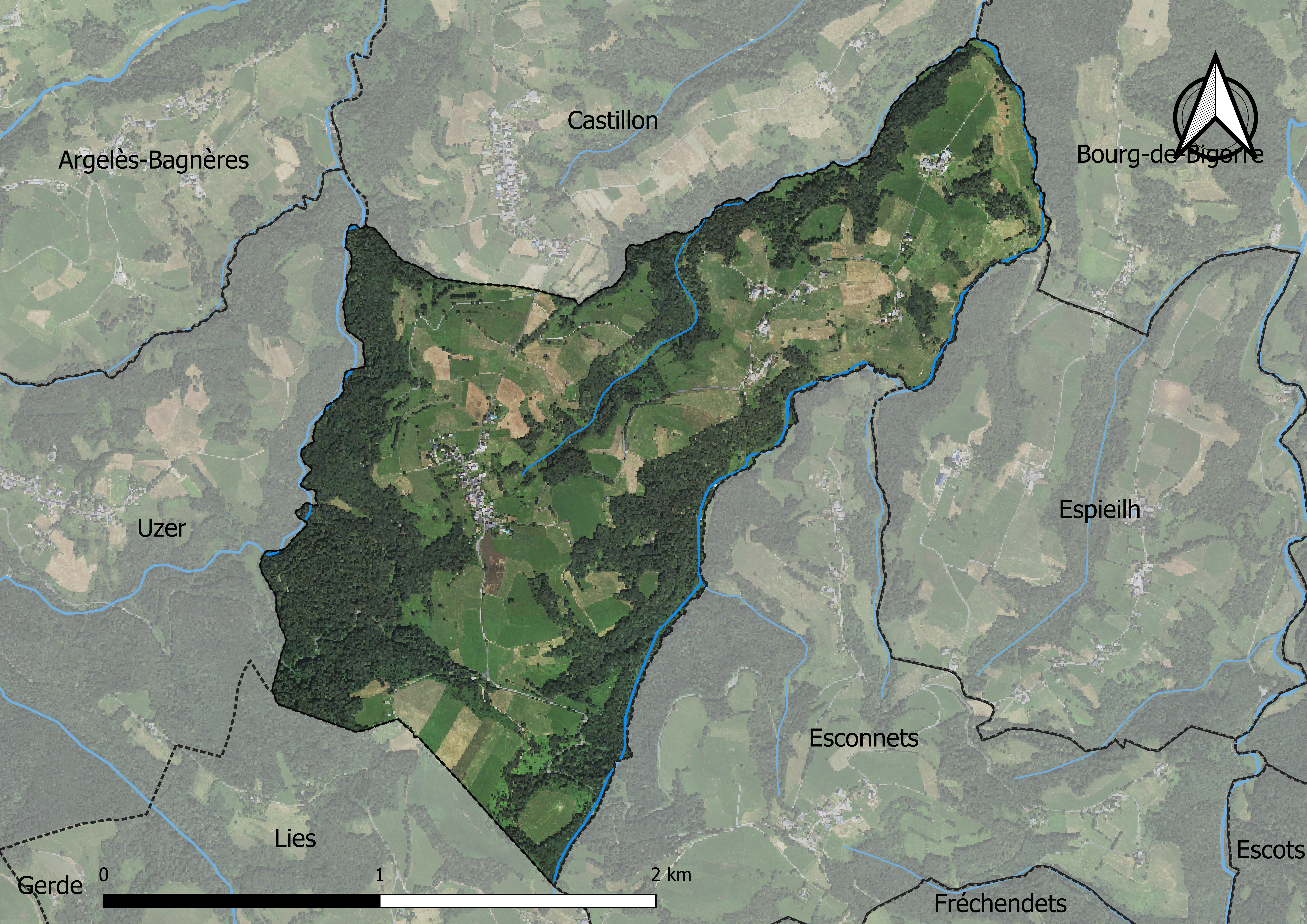
Carte orthophotogrammétrique de la commune.

### Logement
En 2012, le nombre total de logements dans la commune est de 36.

Parmi ces logements, 69,8 % sont des résidences principales, 24,7 % des résidences secondaires et 5,5 % des logements vacants.

### Voies de communication et transports
Cette commune est desservie par les routes départementales D 26, D 139 et D 484.

### Risques majeurs
Le territoire de la commune de Bettes est vulnérable à différents aléas naturels : météorologiques (tempête, orage, neige, grand froid, canicule ou sécheresse), feux de forêts, mouvements de terrains et séisme (sismicité moyenne). Un site publié par le BRGM permet d'évaluer simplement et rapidement les risques d'un bien localisé soit par son adresse soit par le numéro de sa parcelle.
Bettes est exposée au risque de feu de forêt. Un plan départemental de protection des forêts contre les incendies a été approuvé par arrêté préfectoral le 21 avril 2020 pour la période 2020-2029. Le précédent couvrait la période 2007-2017. L’emploi du feu est régi par deux types de réglementations. D’abord le code forestier et l’arrêté préfectoral du 27 octobre 2014, qui réglementent l’emploi du feu à moins de 200 m des espaces naturels combustibles sur l’ensemble du département. Ensuite celle établie dans le cadre de la lutte contre la pollution de l’air, qui interdit le brûlage des déchets verts des particuliers. L’écobuage est quant à lui réglementé dans le cadre de commissions locales d’écobuage (CLE).

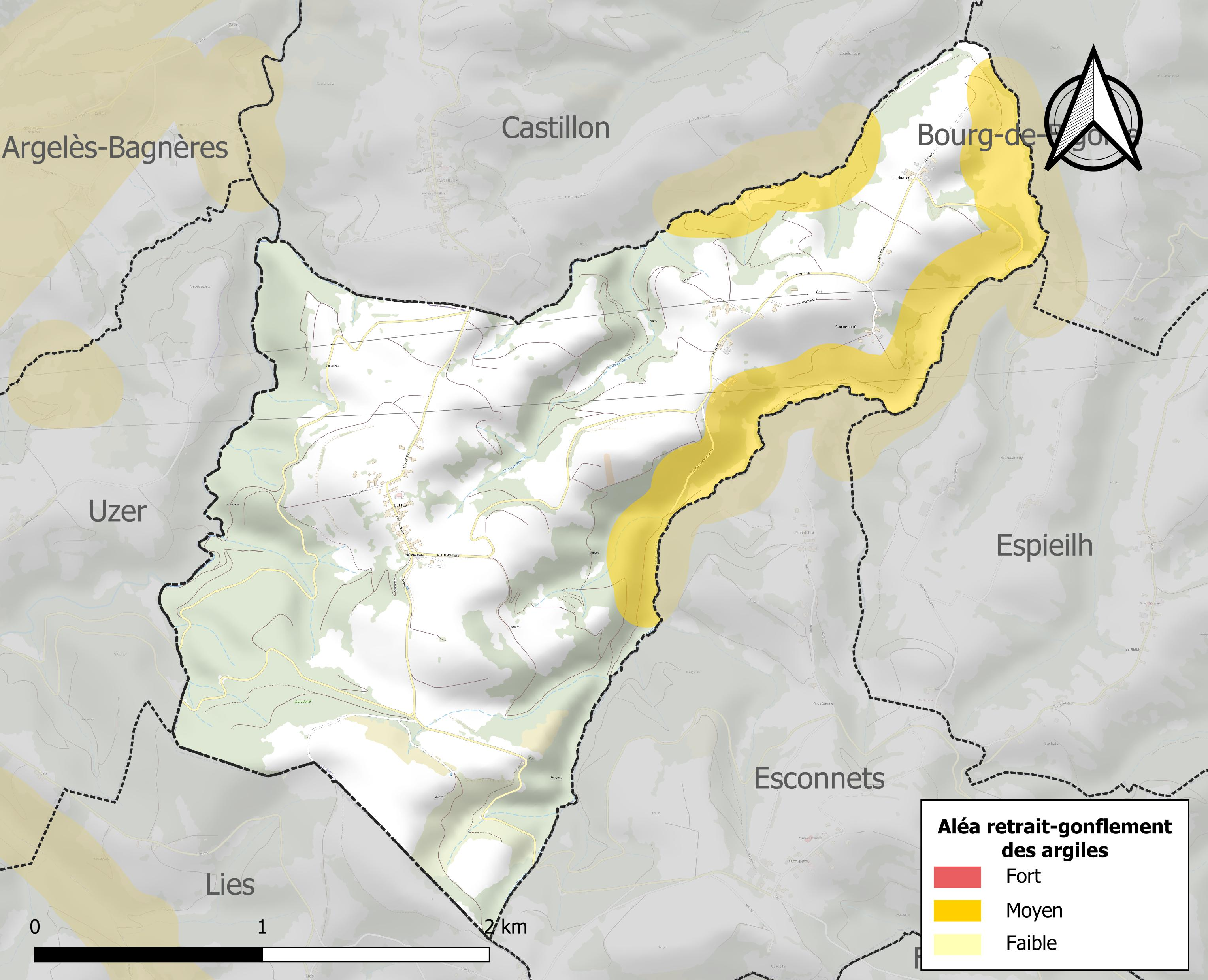
Carte des zones d'aléa retrait-gonflement des sols argileux de Bettes.

Les mouvements de terrains susceptibles de se produire sur la commune sont des tassements différentiels.
Le retrait-gonflement des sols argileux est susceptible d'engendrer des dommages importants aux bâtiments en cas d’alternance de périodes de sécheresse et de pluie. 14,4 % de la superficie communale est en aléa moyen ou fort (44,5 % au niveau départemental et 48,5 % au niveau national). Sur les 36 bâtiments dénombrés sur la commune en 2019, 1 sont en aléa moyen ou fort, soit 3 %, à comparer aux 75 % au niveau départemental et 54 % au niveau national. Une cartographie de l'exposition du territoire national au retrait gonflement des sols argileux est disponible sur le site du BRGM,.
Par ailleurs, afin de mieux appréhender le risque d’affaissement de terrain, l'inventaire national des cavités souterraines permet de localiser celles situées sur la commune.
La commune a été reconnue en état de catastrophe naturelle au titre des dommages causés par les inondations et coulées de boue survenues en 1982, 1999 et 2009. Concernant les mouvements de terrains, la commune a été reconnue en état de catastrophe naturelle au titre des dommages causés par des mouvements de terrain en 1999.

## Toponymie

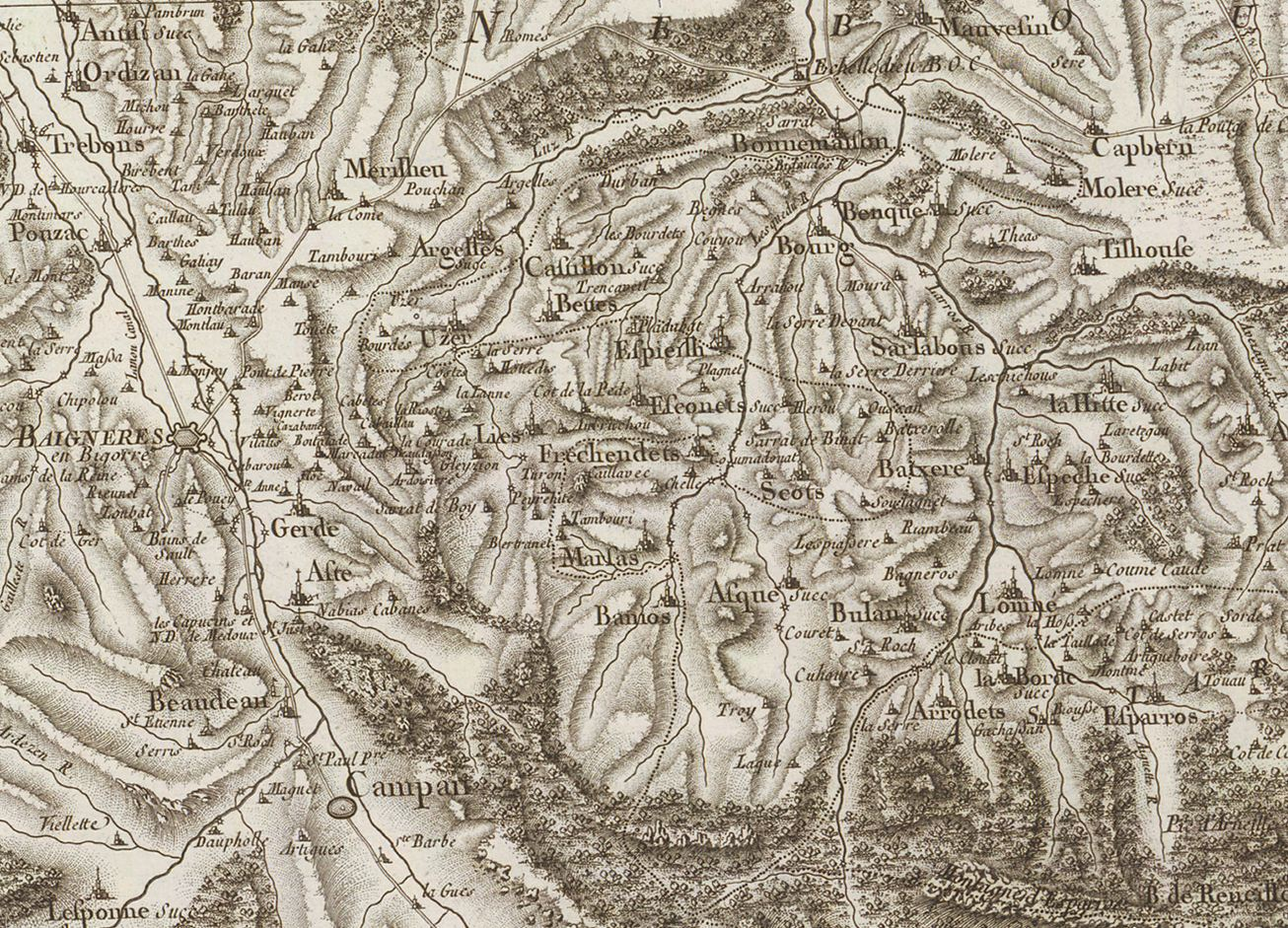
Extrait de la carte de Cassini (entre 1756 et 1789) situant Bettes à l'est de Bagnères-de-Bigorre

On trouvera les principales informations dans le Dictionnaire toponymique des communes des Hautes-Pyrénées de Michel Grosclaude et Jean-François Le Nail qui rapporte les dénominations historiques du village :
Dénominations historiques :
- A Betas, (v. 1200-1230, cartulaire de Bigorre) ;
- De Betas, (1313, Debita regi Navarre) ;
- De Vetis, latin (1342, pouillé de Tarbes) ;
- de Betis, latin (1379, procuration Tarbes) ;
- Vetas, (1429, censier de Bigorre) ;
- Betas, (1541, ADPA, B 1010) ;
- Betes, (1760, Larcher, pouillé de Tarbes ; 1790, Département 1) ;
- Bettes, (fin XVIIIe siècle, carte de Cassini) ;

Nom occitan : Bètas.

## Histoire

### Cadastre napoléonien de Bettes
Le plan cadastral napoléonien de Bettes est consultable sur le site des archives départementales des Hautes-Pyrénées.

## Politique et administration

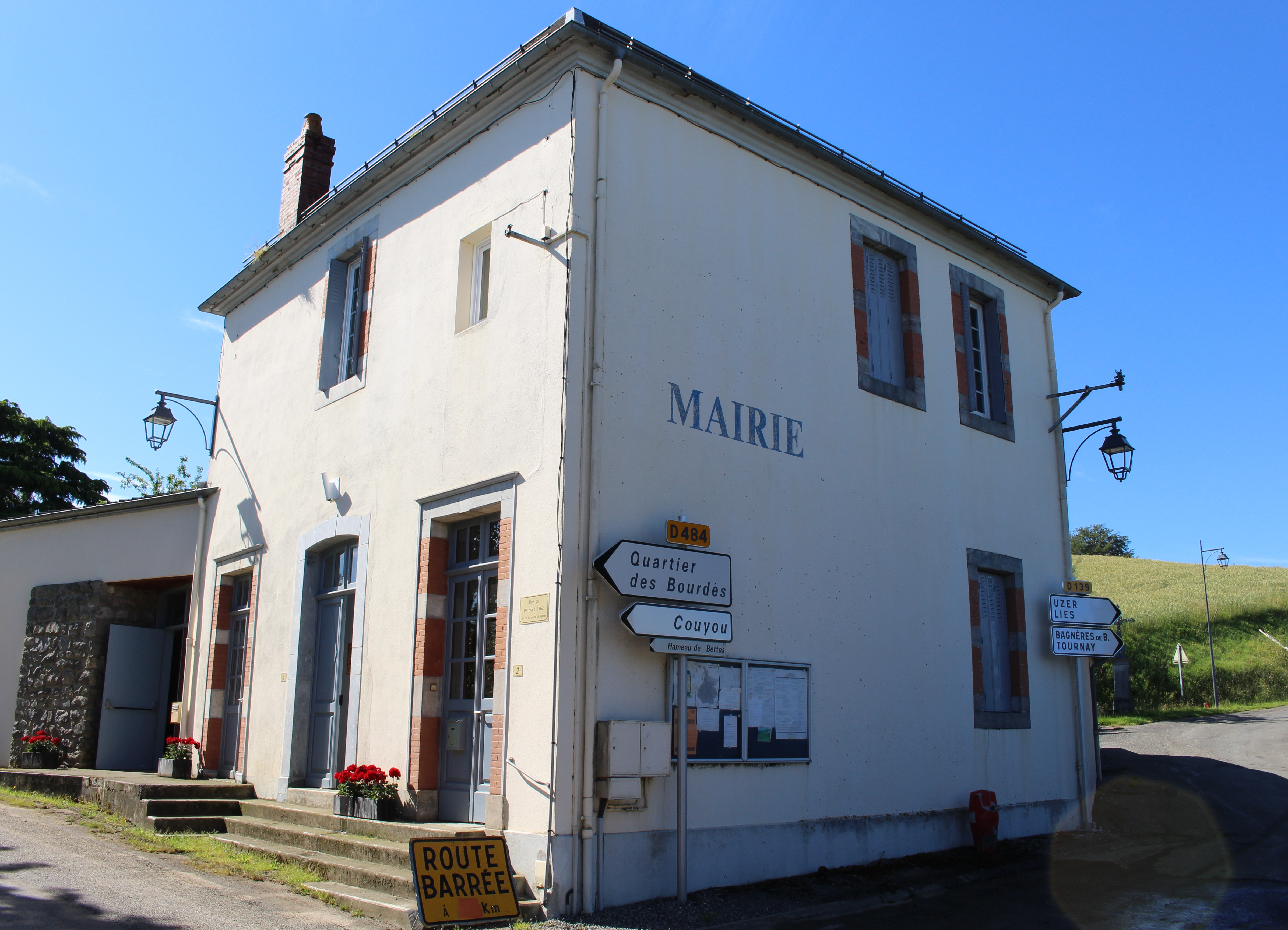
La mairie en 2016.

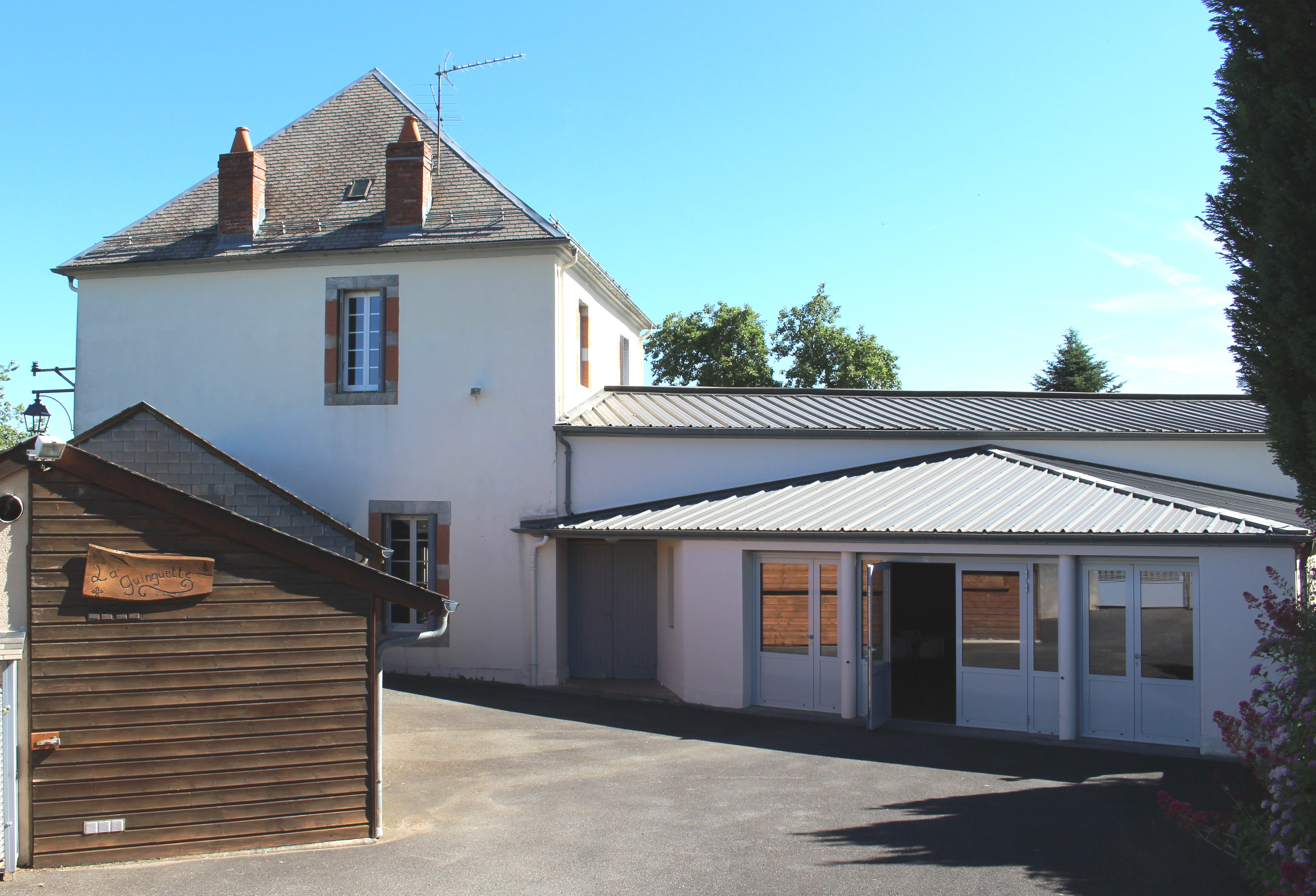
Le foyer rural en 2016.

### Liste des maires
| Période                                  | Période   | Identité        | Étiquette | Qualité |
| ---------------------------------------- | --------- | --------------- | --------- | ------- |
| Les données manquantes sont à compléter. |           |                 |           |         |
|                                          |           |                 |           |         |
| mars 1977                                | mars 2014 | Claude Dorignac | DVG       |         |
| mars 2014                                | en cours  | Pierre Begue    |           |         |

### Rattachements administratifs et électoraux

#### Historique administratif
Sénéchaussée de Toulouse, pays de Nébouzan, viguerie de Mauvezin, baronnie de Bettes, canton de Bagnères, puis de Bourg (1790), de Lannemezan (1801), Bagnères-de-Bigorre (depuis 1934).

#### Intercommunalité
Bettes appartient à la communauté de communes Haute-Bigorre créée en décembre 1994 et qui réunit 24 communes.

## Population et société

### Démographie

#### Évolution démographique
| 1793 | 1800 | 1806 | 1821 | 1831 | 1836 | 1841 | 1846 | 1851 |
| ---- | ---- | ---- | ---- | ---- | ---- | ---- | ---- | ---- |
| 134  | 135  | 142  | 146  | 183  | 175  | 199  | 196  | 208  |

| 1856 | 1861 | 1866 | 1872 | 1876 | 1881 | 1886 | 1891 | 1896 |
| ---- | ---- | ---- | ---- | ---- | ---- | ---- | ---- | ---- |
| 230  | 206  | 189  | 180  | 163  | 176  | 165  | 166  | 165  |

| 1901 | 1906 | 1911 | 1921 | 1926 | 1931 | 1936 | 1946 | 1954 |
| ---- | ---- | ---- | ---- | ---- | ---- | ---- | ---- | ---- |
| 163  | 165  | 149  | 122  | 104  | 110  | 101  | 104  | 102  |

| 1962 | 1968 | 1975 | 1982 | 1990 | 1999 | 2005 | 2006 | 2010 |
| ---- | ---- | ---- | ---- | ---- | ---- | ---- | ---- | ---- |
| 102  | 79   | 72   | 76   | 66   | 62   | 73   | 73   | 67   |

| 2015 | 2020 | 2022 | - | - | - | - | - | - |
| ---- | ---- | ---- | - | - | - | - | - | - |
| 53   | 59   | 60   | - | - | - | - | - | - |

### Enseignement
La commune dépend de l'académie de Toulouse. Elle ne dispose plus d'école en 2016.

## Économie

### Emploi
|                | 2008  | 2013  | 2018  |
| -------------- | ----- | ----- | ----- |
| Commune        | 7,7 % | 0 %   | 6,1 % |
| Département    | 7,7 % | 9,4 % | 9,8 % |
| France entière | 8,3 % | 10 %  | 10 %  |

En 2018, la population âgée de 15 à 64 ans s'élève à 30 personnes, parmi lesquelles on compte 69,7 % d'actifs (63,6 % ayant un emploi et 6,1 % de chômeurs) et 30,3 % d'inactifs,. En  2018, le taux de chômage communal (au sens du recensement) des 15-64 ans est inférieur à celui de la France et département, alors qu'en 2008 il était supérieur à celui du département et inférieur à celui de la France.
La commune fait partie de la couronne de l'aire d'attraction de Bagnères-de-Bigorre, du fait qu'au moins 15 % des actifs travaillent dans le pôle,. Elle compte 3 emplois en 2018, contre 9 en 2013 et 9 en 2008. Le nombre d'actifs ayant un emploi résidant dans la commune est de 20, soit un indicateur de concentration d'emploi de 13,6 % et un taux d'activité parmi les 15 ans ou plus de 46,2 %.
Sur ces 20 actifs de 15 ans ou plus ayant un emploi, 3 travaillent dans la commune, soit 14 % des habitants. Pour se rendre au travail, 90,9 % des habitants utilisent un véhicule personnel ou de fonction à quatre roues, 4,5 % s'y rendent en deux-roues, à vélo ou à pied et 4,5 % n'ont pas besoin de transport (travail au domicile).

## Culture locale et patrimoine

### Lieux et monuments
- Église Saint-Pierre de Bettes.

Sélection de vues de l'église  Saint-Pierre en 2016.
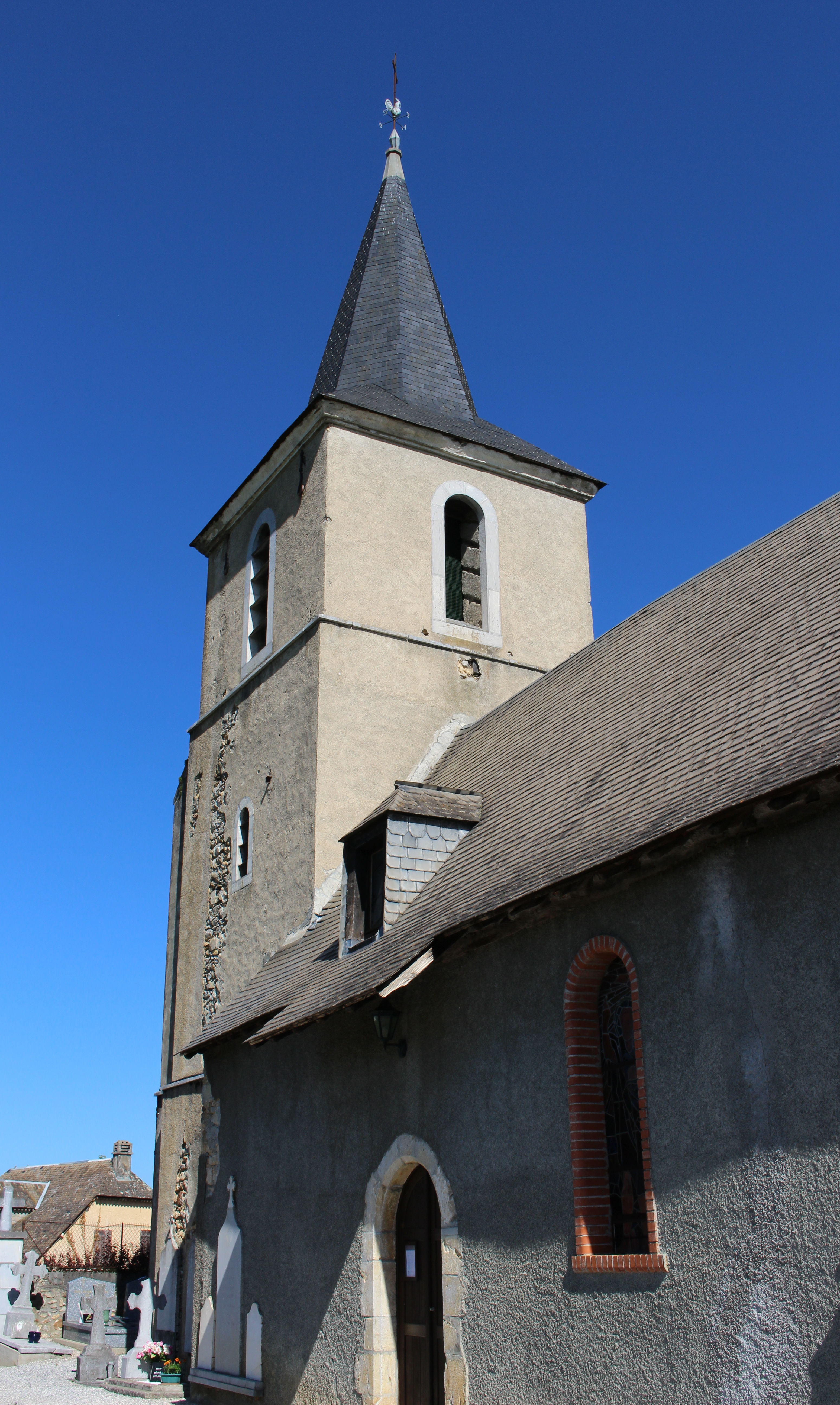
Le clocher
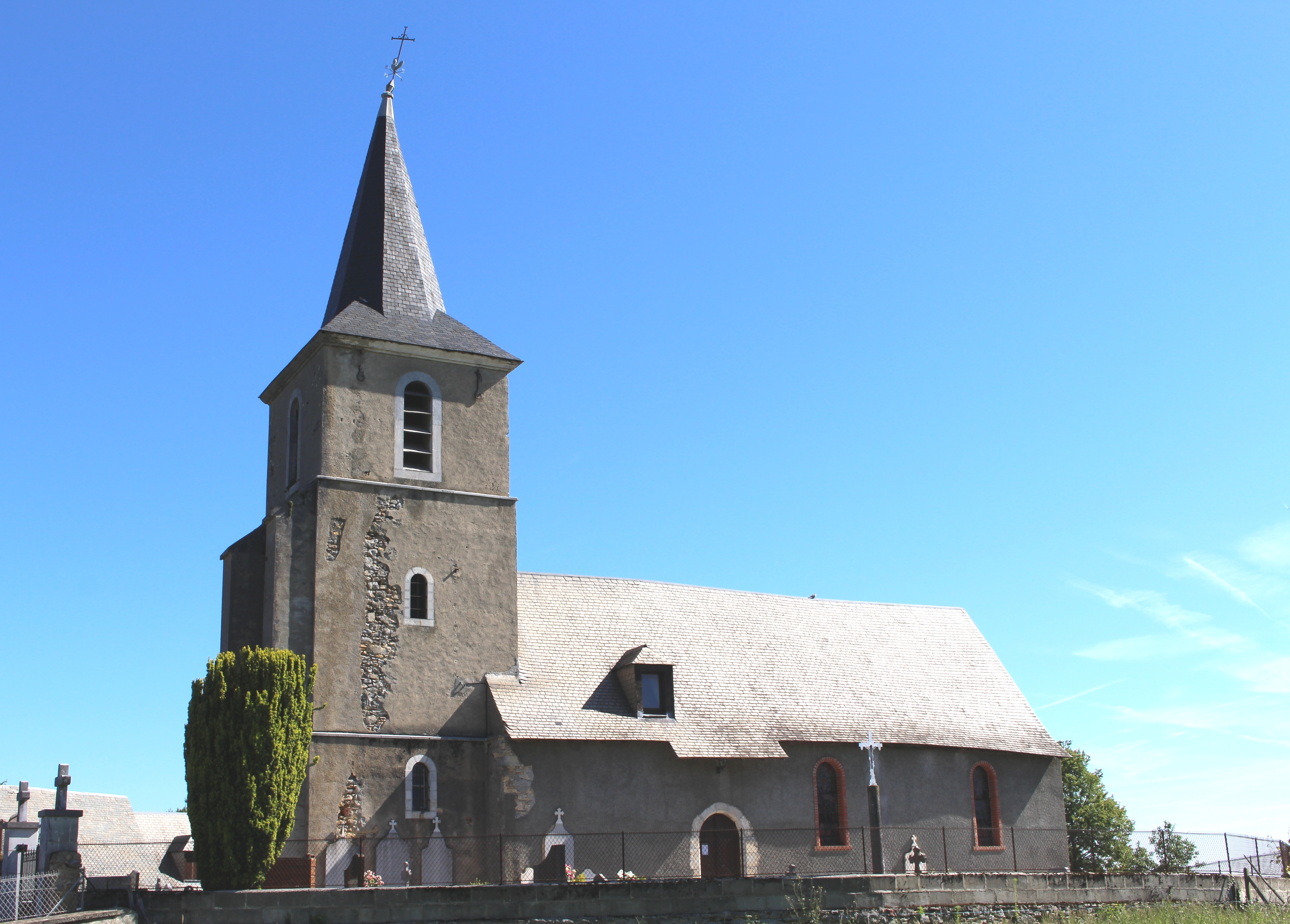
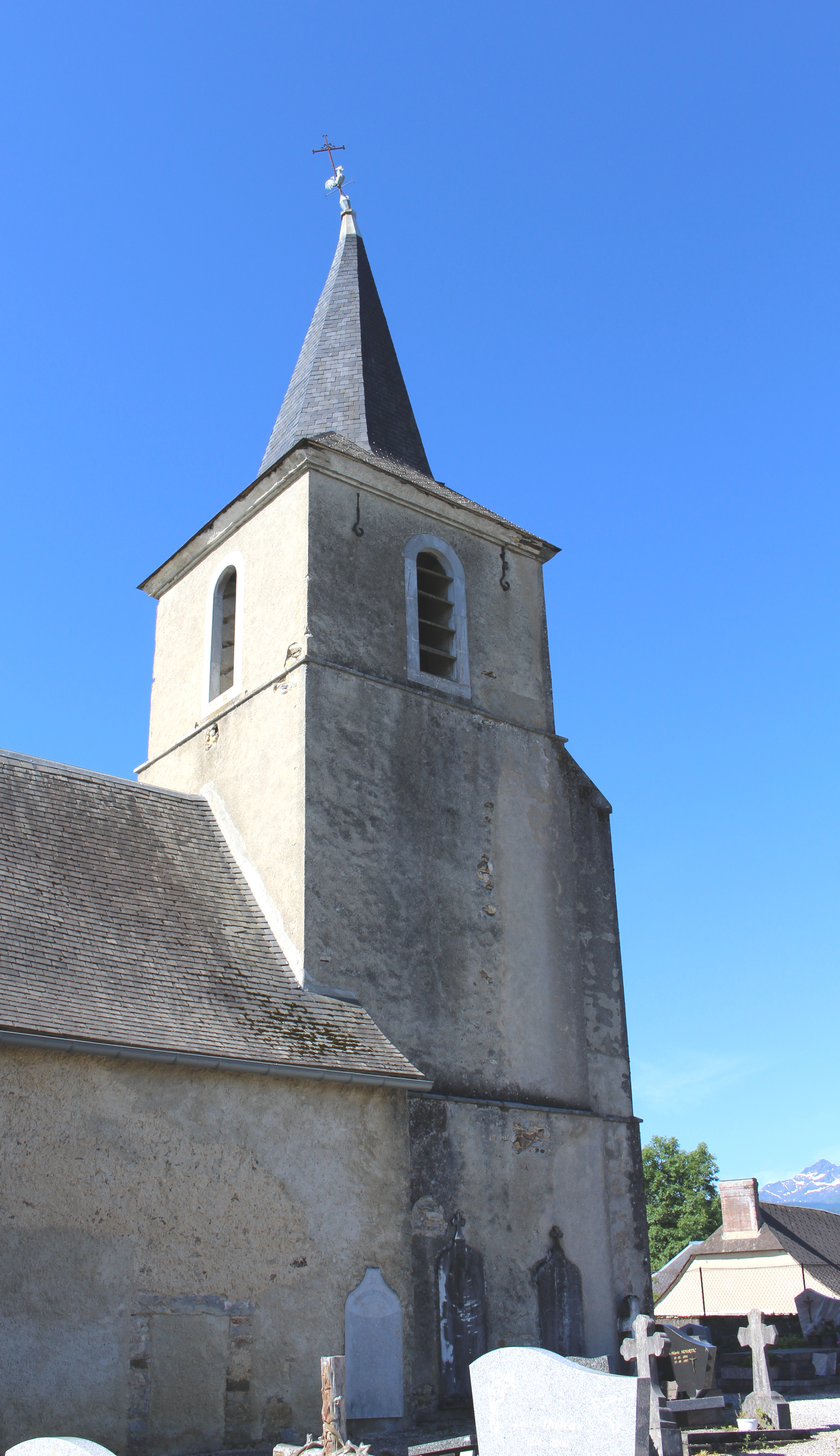

## Voir aussi

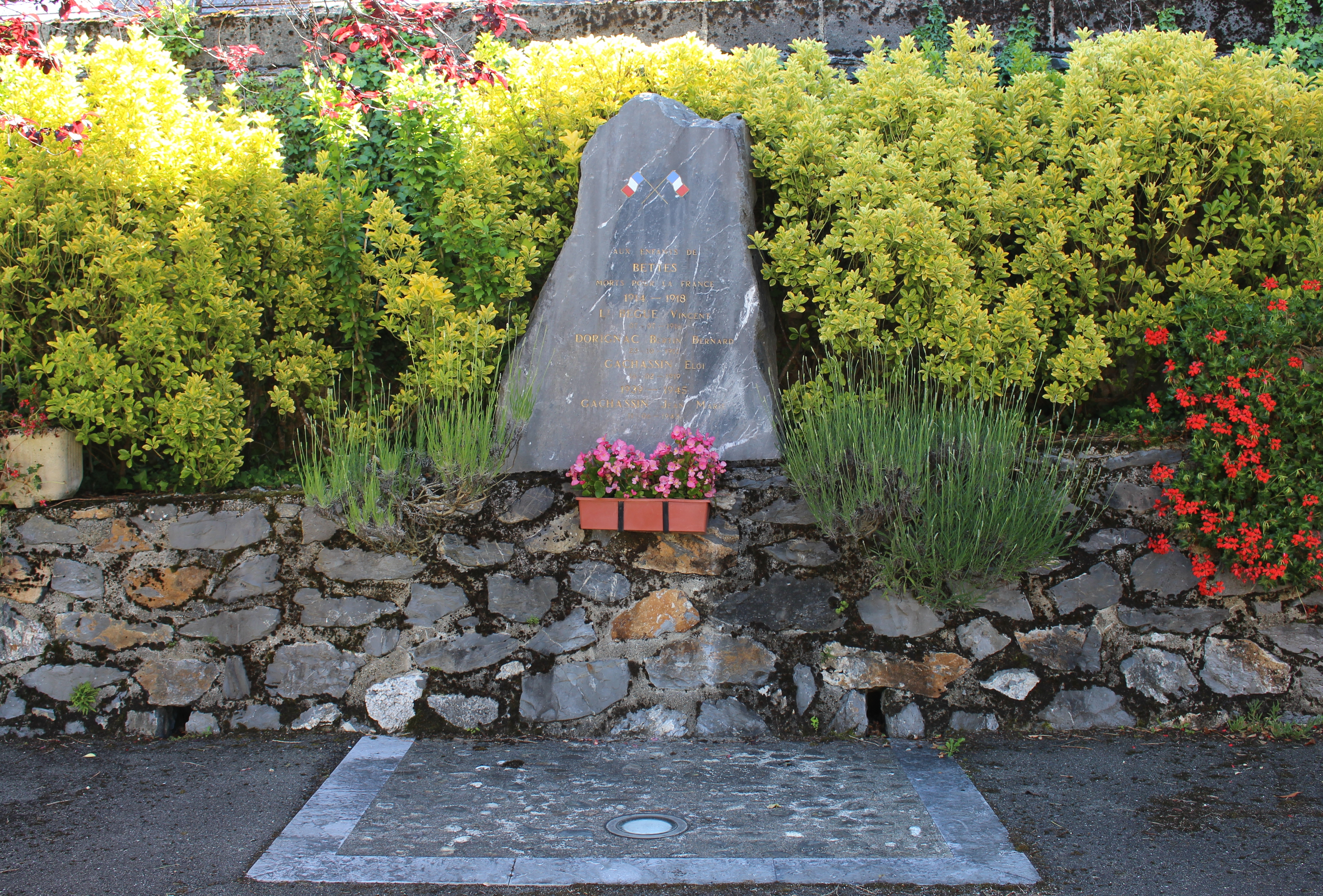
Le monument aux morts municipal.

### Héraldique
| Blason | Blasonnement : D’argent au mont de sinople sommé de deux ânes affrontés de gueules, au chef d’azur chargé d’une croisette d’argent. |